# Furstendömet Lippe
För andra betydelser, se Lippe.
Furstendömet Lippe eller Lippe-Detmold var tidigare ett tyskt furstendöme beläget mellan Weser och Teutoburger Wald och nästan helt omgivet av Preussen. Dess huvudstad var Detmold. Större delen av området utgör numera Kreis Lippe i Nordrhein-Westfalen.

## Geografi och näringsliv
Lippe bildade, om man frånser tre mindre enklaver i Westfalen, ett tämligen avrundat helt, som på tre sidor begränsades av preussiska provinsen Westfalen (regeringsområdet Minden) och i öster och nordöst om regeringsområdet Kassel, waldeckska furstendömet Pyrmont och delar av provinsen Hannover.
Större delen var bergig, i synnerhet i söder, där Teutoburgerwald med sina förgreningar strök fram. Högsta punkten är Köterberg (502 m). Huvudfloderna var Weser, som på en kort sträcka bildar gräns i norr, och dess bifloder Werre, Exter, Kalle och Emmer. Lippe hörde till Tysklands skogrikaste trakter, och skogarna vårdades omsorgsfullt. Huvudnäringar var lantbruk och djurskötsel, däremot var industrin obetydlig.
Furstendömet hade sju städer, av vilka Detmold, huvudstaden, och Lemgo var de största.

## Förvaltning
Enligt författningen av den 6 juli 1836 var Lippe en konstitutionell och ärftlig monarki. I spetsen för regeringen stod ett statsministerium. Enligt vallagen från den 3 juni 1876 var alla män över 25 år politiskt röstberättigade och indelades efter förmögenheten i tre klasser, av vilka var och en utsåg sju deputerade till lantdagen, som bildade en enda, vartannat år sammanträdande kammare. För valbarhet fordrades 30 års ålder; valperioden var fyra år.
Budgeten för 1910 upptog inkomsterna till 2 538 352 mark och utgifterna till 2 569 515. mark; skulden uppgick samma år till 2 047 719 mark.
Lippe sände en representant till tyska riksdagen och hade en röst i förbundsrådet.
Dess värnpliktiga ingick till största delen i 6:e westfaliska infanteriregementet.

## Historia
Landet Lippes historia är i stor utsträckning förknippad med dess härskarhus med samma namn, vilket allt sedan 1100-talet var i konstant besittning av delar av det blivande furstendömet.
Stamfader för ätten, som är en av de äldsta i Tyskland, var en greve vid namn Hoold som levde vid mitten av 950-talet, men det var hans ättling Bernhard I (1113–1144) som tog sig titeln ”edler Herr zu Lippe”.

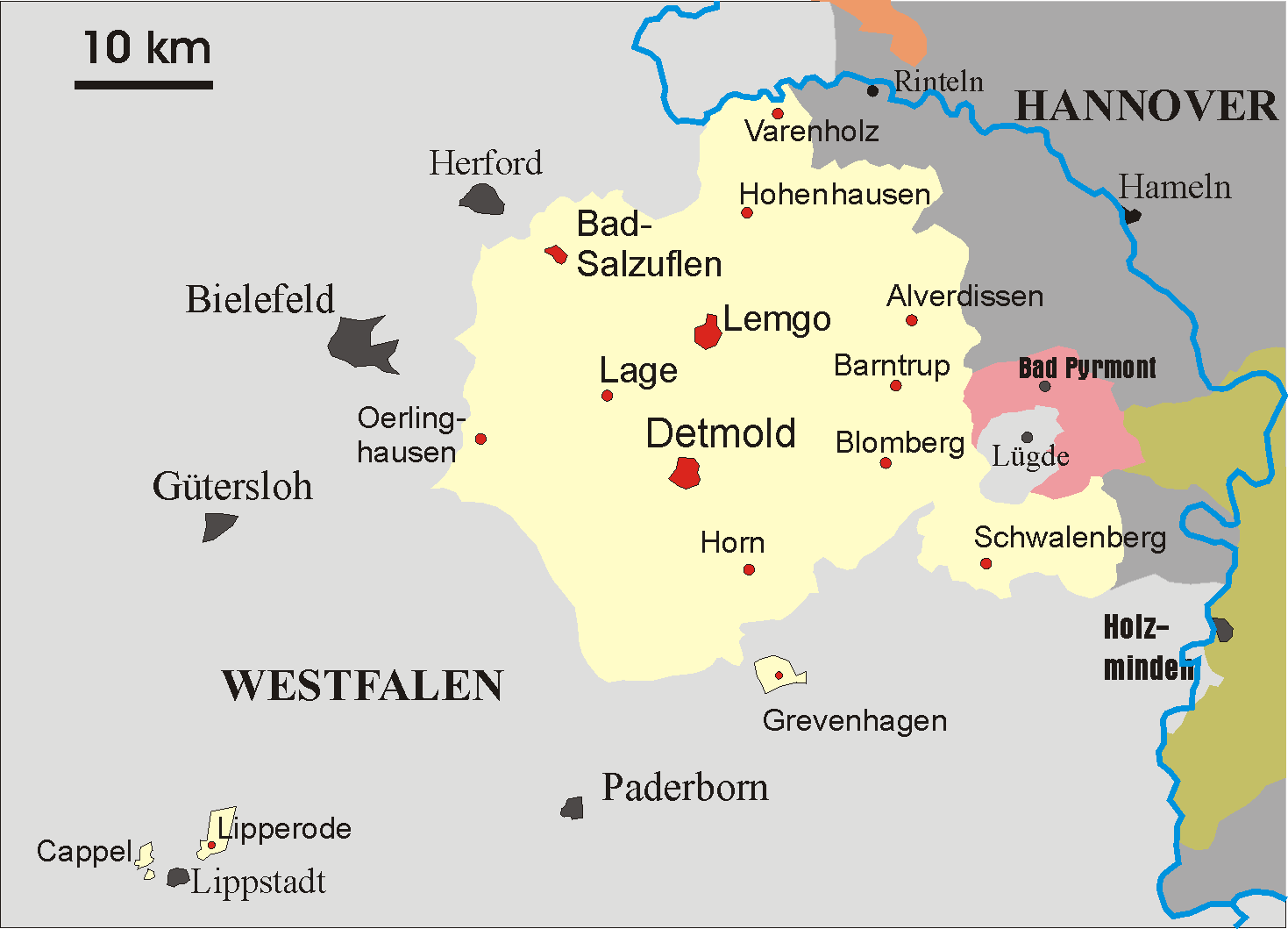
Furstendömet och fristaten Lippes gränser 1815–1945.

Under Simon V (död 1538) upphöjdes 1528 herrarna av Lippe till grevar. År 1538 antog landet luthersk trosbekännelse. Simon V:s sonson, Simon VI, införde 1605 reformert trosbekännelse. Han delade också 1613 Lippe mellan sina tre söner, av vilka den äldste, Simon VII, blev stamfader för huvudlinjen Detmold, sonen Otto för linjen Brake (som utslocknade 1709) och Filip för Schaumburg-linjen.
Simon VII:s son, Jobst Hermann (död 1678) stiftade bilinjen Lippe-Biesterfeld. 
År 1720 upphöjdes grevarna av Lippe till riksfurstar av kejsar Karl VI. På grund av den mycket höga kostnaden för att lösa furstebrevet dröjde det dock ända till 1789 innan ätten förmådde detta och i praktiken kunde antaga furstetiteln.
Vid det Tysk-romerska rikets upplösning 1806 blev Lippe en suverän stat, vilken dock ingick i såväl det av Napoleon I stiftade Rhenförbundet som i det efter Wienkongressen upprättade Tyska förbundet. 
Vid kriget mellan Preussen och Österrike 1866 anslöt sig landet (icke utan påtryckningar) till den preussiska sidan och inträdde efter kriget i det av Preussen dominerade Nordtyska förbundet. Vid Tysklands enande 1871 blev Lippe en av de suveräna förbundsstaterna häri. Landets yta var vid denna tid 1215,2 kvadratkilometer och befolkningen uppgick 1895 till cirka 130 000 invånare.
När Woldemar avled 1895 utslocknade huvudlinjen av huset Lippe, visserligen hade han en bror, Karl Alexander, men denne var obotligt sinnessjuk. 
1895–1905 stod det lilla furstendömet i den tyska inrikespolitiska blickpunkten på grund av en arvstvist mellan olika grenar av furstehuset, den så kallade lippeska tronföljdsstriden, vilken fick principiella återverkningar även på riksnivå.
Åren 1841-1875 uppfördes det berömda monumentet Hermannsdenkmal i Teutoburgerwald.
Den 12 november 1918, vid första världskrigets slut, abdikerade den siste fursten av Lippe, Leopold IV  och Lippe blev Fristaten Lippe inom Weimarrepubliken och kvarstod formellt som sådan även under Tredje riket, ehuru berövat all lokal självstyrelse. Efter andra världskriget blev Lippe en del av förbundslandet Nordrhein-Westfalen.

## Regentlängd efter 1718
- Simon Heinrich Adolf (1718–1734)
- Simon August (1734–1782)
- Leopold I (1782–1802; furstetitel från 1789)
- Leopold II (1802–1851)
- Leopold III (1851–1875)
- Woldemar (1875–1895)
- Karl Alexander (1895–1905; sinnessjuk)
  - Adolf, prins av Schaumburg-Lippe (regent 1895–1897)
  - Ernst, greve av Lippe-Biesterfeld (regent 1897–1904)
  - Leopold, greve av Lippe-Biesterfeld (regent 1904–1905, identisk med Leopold IV nedan)
- Leopold IV (1905–1918)